# Sunrise (canção)
"Sunrise" é o primeiro single de Norah Jones de seu segundo álbum de estúdio, Feels Like Home (2004). O single foi certificado ouro pela RIAA pelas vendas de 500.000 cópias. A canção ganhou o Grammy Awards de Melhor Performance Vocal Pop Feminina em 2005.[carece de fontes?]

## Desempenho nas paradas
| Top (2004)                                               | Melhor posição |
| -------------------------------------------------------- | -------------- |
| Áustria - Ö3 Austria Top 40                              | 44             |
| Bélgica - Ultratip                                       | 9              |
| Canadá - Canada Airplay BDS                              | 4              |
| Estados Unidos - Billboard Hot Adult Contemporary Tracks | 26             |
| Estados Unidos - Billboard Adult Top 40                  | 18             |
| Itália - FIMI                                            | 13             |
| Nova Zelândia - RIANZ                                    | 29             |
| Países Baixos - MegaCharts                               | 58             |
| Reino Unido - UK Singles Chart                           | 30             |
| Suíça - Schweizer Hitparade                              | 84             |

## Certificações
| País           | Provedor | Certificação |
| -------------- | -------- | ------------ |
| Estados Unidos | RIAA     | Ouro         |
| Itália         | FIMI     | Ouro         |